# Johannes Ykens

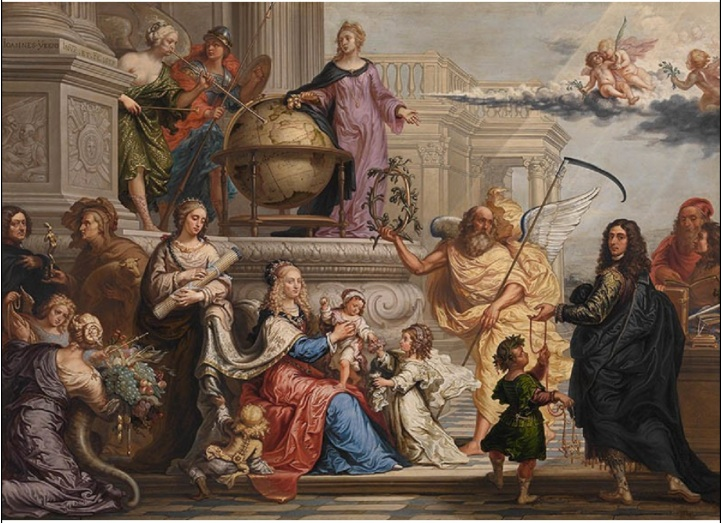
Allegoria della celebrazione della nascita di un principe

Johannes Ykens (Anversa, 19 dicembre 1613 – dopo 1680) è stato un pittore e scultore fiammingo noto per le sue scene religiose, pittura storica, ritratti e sculture in legno per le chiese..

## Biografia
Era figlio dello scultore Melchior Ykens. Inizialmente studiò scultura con suo padre e rimase poi assistente nello studio. Divenne membro dell Corporazione di San Luca di Anversa il 1639 com wijnmeester, a significare che era figlio di un membro.
Si sposò per la prima volta con Livina Laureyssens l'11 agosto 1641e quando sua moglie morì, nell'ottobre 1644, si risposò con Barbara van Brekevelt il 13 gennaio 1646.  Ebbe tre figli con la sua seconda moglie, dei quali Catharina Ykens II (battezzata il 24 febbraio 1659) e Peter Ykens (battezzato il 30 gennaio 1648) divennero pittori.
Solo dopo il suo secondo matrimonio Ykens iniziò a dedicarsi alla pittura, probabilmente sotto la guida del suo amico, il pittore di genere David Ryckaert III. Tuttavia, non abbandonò la scultura. Nonostante le sue attività artistiche, sembrava lottare per guadagnarsi da vivere.
I suoi allievi, dopo i due figli, furono Flups Tallaert, (1640–41), Lamberecht la Fosse (1641–42), Peeter van Opbergen (1645–46) e Jan-Battista van Neckens (1665–66).
Luogo e data di morte non sono noti. Il suo ultimo dipinto è datato 1680 e pertanto la sua morte va considerata nello stesso anno o in quello successivo.

## Opere
Ykens era un pittore noto per le sue scene religiose cristiane, i dipinti storici e i ritratti. Scolpì decorazioni per la chiesa e manufatti come i pulpiti. Solo alcune delle sue opere sono state conservate.

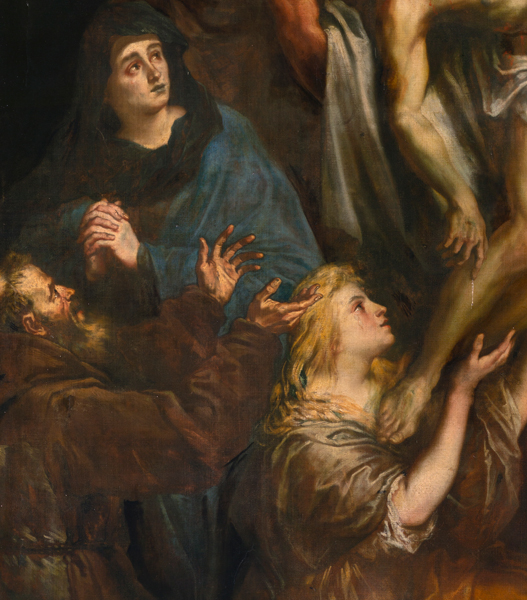
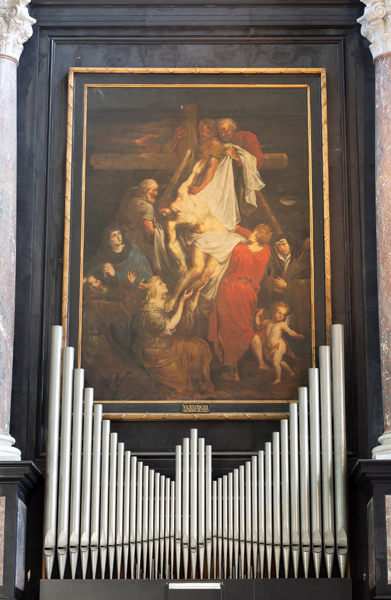
Deposizione di Gesù, Courtrai
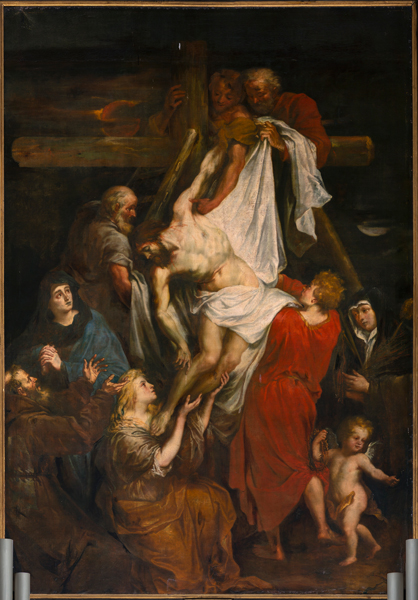